# 上岡站
上岡站（日语：／ Kamioka eki */?）是位於大分縣佐伯市，屬於九州旅客鐵道（JR九州）的日豐本線車站。2p3504為無人車站。

## 車站構造

### 站房
本站為木製單層站房，自開業時便使用至今，為典型鐵路省鄉郊式站房。出入口設於最右側，進站後為候車大堂，左側為舊售票窗口及驗票口，最左邊為舊站務室及職員留宿地方，無人化後相關空間被用作倉庫。2000年代初期，與原上岡村合作將站房改建為公民館，現時站房玄關位亦掛上了「上岡駅前公民館」的牌匱，但右側的原候車大廳在翻新後則仍然繼續使用。候車大廳右方設有一張大製候車長櫈，左側放置了一個放置了一艘遊艇模型的展覽櫃，以及用作放置站內打掃用品。閘口為開放式設計，通過閘口後，左轉即可見公民館入（原站務室入口），亦可沿跨線行人天橋前往月台部份。
站外左則則另建有一座男、女獨立使用的洗手間一座。右側則建有1座單層水泥建築物，為控制信號的通訊配線室。

### 月台
設有1面2線的島式月台。月台與車站入口之間設有跨線橋連接。
| 月台 | 路線      | 上下行 | 方向           |
| ---- | --------- | ------ | -------------- |
| 1    | ■日豐本線 | 上行   | 重岡、延岡方向 |
| 2    | ■日豐本線 | 下行   | 佐伯、大分方向 |

## 歷史
- 1920年11月20日：鐵道省豐州本線新車站啟用[2][1]。
- 1987年4月1日：隨國鐵分割民營化，車站由九州旅客鐵道（JR九州）營運。
- 2017年：

- 9月19日：因颱風泰利的影響，使路線在9月17日起暫停營運，臼杵站至延岡站之間不通，佐伯站至延岡站之間開設代行巴士。
- 9月25日：佐伯站至市棚站之間重開，代行巴士停止運行。

## 使用狀況
在2015年度，1日平均乘車人次為13人，2016年度起大分縣統計年鑑不再顯示個別車站的使用人數。
| 乘車人員變遷 | 乘車人員變遷 |
| 年度         | 1日平均人次  |
| ------------ | ------------ |
| 2000         | 47           |
| 2001         | 46           |
| 2002         | 63           |
| 2003         | 44           |
| 2004         | 29           |
| 2005         | 29           |
| 2006         | 30           |
| 2007         | 27           |
| 2008         | 25           |
| 2009         | 16           |
| 2010         | 13           |
| 2011         | 9            |
| 2012         | 9            |
| 2013         | 8            |
| 2014         | 8            |
| 2015         | 13           |

## 車站周邊
- Cosmo Town Free商場佐伯（Sunlive為核心商店的購物中心）
- 西田厚德醫院
- 大和冷機工業（日语：大和冷機工業）上岡工場
- 大分縣道503號上岡停車場線（日语：大分県道503号上岡停車場線）
- 國道217號（日语：国道217号）
- 番匠川（日语：番匠川）
- 樫野橋
- 東九州自動車道佐伯交匯處
- 大分縣立佐伯豐南高等學校（日语：大分県立佐伯豊南高等学校）

## 相鄰車站
九州旅客鐵道
■日豐本線
佐伯－上岡－直見

## 外部連結
- JR九州上岡站 （页面存档备份，存于）
- 鐵道頻道有關上岡站的介紹。 （页面存档备份，存于）